# Челноков, Владимир
Владимир Челноков (эст. Vladimir Tšelnokov; 17 апреля 1980, Таллин) — эстонский футболист, нападающий.

## Биография
Воспитанник таллинского клуба «Вигри», первый тренер — Эдуард Вырк. С сезона 1997/98 выступал в высшей лиге Эстонии за таллинскую «Лантану». Первый матч в высшей лиге сыграл 10 сентября 1997 года против ТФМК, а первый гол забил 28 сентября 1997 года в ворота «Транса». С «Лантаной» становился бронзовым призёром чемпионата страны в сезоне 1997/98 и осеннем сезоне 1998 года, а также финалистом Кубка Эстонии 1997/98. Одновременно играл за «Вигри» в первой лиге, в 1999 году забил 10 голов и вошёл в десятку лучших бомбардиров турнира.
В 2000 году после расформирования «Лантаны» перешёл в «Левадию», представлявшую на тот момент Маарду, а позднее — Таллин. В первом сезоне был основным игроком главной команды «Левадии», отыграв полностью в 24 матчах, и завоевал вместе с клубом чемпионский титул. Также играл за второй состав клуба, носивший название ФК «Маарду», стал победителем первой лиги и её лучшим бомбардиром, забив 26 голов в 13 матчах. В начале 2001 года футболистом интересовался российский «Ротор». В следующих сезонах, выступая за основной состав «Левадии», неоднократно попадал в десятку лучших бомбардиров — в 2001 году стал пятым (14 голов), в 2002 году — седьмым (12 голов), в 2003 году — седьмым (12 голов). В этот период становился серебряным (2002) и бронзовым (2001, 2003) призёром чемпионата Эстонии. Осенью 2003 года получил травму колена, из-за которой пропустил полсезона и затем стал реже появляться на поле, а в середине 2005 года прекратил выступления за «Левадию». По итогам сезона 2004 года во второй раз в карьер стал чемпионом страны, в 2005 году — серебряным призёром. Неоднократный обладатель Кубка и Суперкубка Эстонии.
После ухода из «Левадии» играл в высшем дивизионе за «Аякс» (Ласнамяэ), а также в первой и высшей лигах за «Калев» (Таллин). Затем с перерывами выступал за клубы более низших дивизионов.
Всего в высшем дивизионе Эстонии сыграл 163 матча и забил 57 голов. В еврокубках сыграл 16 матчей и забил два гола (с учётом Кубка Интертото).
В конце 2000-х и 2010-е годы играл в высшем дивизионе Эстонии по футзалу.

## Достижения
- Чемпион Эстонии: 2000, 2004
- Серебряный призёр чемпионата Эстонии: 2002, 2005
- Бронзовый призёр чемпионата Эстонии: 1997/98, 1998, 2001, 2003
- Обладатель Кубка Эстонии: 1999/00, 2003/04, 2004/05
- Финалист Кубка Эстонии: 1997/98, 2001/02
- Обладатель Суперкубка Эстонии: 2000, 2001